# Gordon Strachan
Gordon Strachan (Edinburgh, 1957. február 9. –) skót válogatott labdarúgó, edző.

## Edzői pályafutása

### Coventry City
Miután 1996-ban Ron Atkinson lett a Coventry City igazgatója az időközben visszavonuló Strachan lett a vezetőedző. Decemberben a hónap edzőjének választották. A tavaszi szezonban nem ment túl jól a csapatnak, tizenkét fordulón át nem sikerült nyerniük, de az utolsó három fordulóban a Tottenham, Chelsea és Liverpool hármas ellen elért bravúroknak köszönhetően sikerült kivívniuk a bennmaradást.
Az 1996-97-es idény előtt Strachan igyekezett megerősíteni a csapatot, érkezett többek közt Roland Nilsson, George Boateng és Viorel Moldovan, akik akkor már nemzetközileg elismert játékosok voltak. A Coventry végül a középmezőnyben, a 11. helyen zárta a bajnokságot, az FA-kupában pedig a negyeddöntőig jutott.
Az 1998-99-es idényben a 15., míg a következő szezonban a 14. helyen zárt csapatával, ekkor került a csapathoz mintegy hatmillió fontért az ír Robbie Keane, és  a marokkói Musztafí Hadzsí. A 2000-2001-es idény végén a Coventry kiesett az első osztályból, ezért Strachan nem volt túl népszerű a szurkolók körében. Robbie Keane távozott, csakúgy mint Gary McAllister, aki a Liverpoolhoz igazolt. Strachan végül távozott a csapat éléről, helyére Roland Nilssont nevezték ki, vele a másodosztály 11. helyén zárt a Coventry City.

### Southampton
Strachan nem volt sokáig kispad nélkül, a 2001-2002-es szezont rosszul kezdő Southampton menedzsere lett. Ugyan a legtöbb szakértő nem sok esélyt adott a Szentek bennmaradására, Strachan októberi kinevezése után elkezdtek jönni az eredmények és végül a 11. helyen fejezték be a bajnokságot. A következő idényben eljutottak az FA-kupa döntőjébe, ott azonban az Arsenal jobbnak bizonyult. A Premier League-ben a nyolcadik helyen végeztek és kvalifikálták magukat az UEFA-kupa következő évi küzdelmeibe.
2004 februárjában Strachan lemondott a vezetőedzői posztról, amit azzal indokolt, hogy szeretett volna kis időt pihenéssel tölteni.

## Edzői filozófiája
Csapatait jellemzően a hagyományos 4-4-2-es, ritkán a 4-5-1-es hadrendben játszatja. Strachan híres szigorú vezetési stílusáról. Nagy hangsúlyt fektet az optimális étkezésre és edzettségi állapotra, gyakran ad játékosainak életmód tanácsot is. Gary Caldwell egy interjúban sikereit ezeknek a megfogadásának is tulajdonította. Híres nyilatkozataiban a kimértségéről és a száraz angol humoráról.

## Rivalizálása Alex Fergusonnal
Strachan két klubnál is játszott Alex Ferguson keze alatt, legnagyobb sikereit az ő irányításával érte el, rossz viszonyuk, illetve rivalizálásuk mégis széles körben ismert. Ferguson önéletrajzi könyvében bírálta Strachan stílusát, megbízhatatlannak titulálta egykori játékosát. Strachan saját könyvében meglepőnek és csalódást keltőnek nevezte egykori mestere kijelentéseit.  Csapataik révén kétszer is szembe kerültek egymással, ekkor kissé enyhült a kettőjük közt lévő feszültség.

## Pályán kívül
Strachan gyakran vállalt elemzői feladatokat a BBC Sport Match of the Day 2 című műsorában. Az ITV Premier League és Bajnokok Ligája szakértőjeként is tevékenykedett. A 2006-os világbajnokság alatt a FIFA nagyköveteként dolgozott.

## Magánélete
Nős, két fiú és egy lány apja. A két fiú,  Craig és Gavin szintén labdarúgó volt.

## Statisztika

### Játékosként
| Club adatok    | Club adatok       | Club adatok      | Bajnokság     | Bajnokság | Kupa          | Kupa      | Ligakupa      | Ligakupa      | Nemzetközi kupa | Nemzetközi kupa | Összesen      | Összesen |
| Szezon         | Klub              | Bajnokság        | Pályára lépés | Gólok     | Pályára lépés | Gólok     | Pályára lépés | Gólok         | Pályára lépés   | Gólok           | Pályára lépés | Gólok    |
| Skócia         | Skócia            | Skócia           | Bajnokság     | Bajnokság | Skót Kupa     | Skót Kupa | Skót Ligakupa | Skót Ligakupa | Nemzetközi kupa | Nemzetközi kupa | Összesen      | Összesen |
| -------------- | ----------------- | ---------------- | ------------- | --------- | ------------- | --------- | ------------- | ------------- | --------------- | --------------- | ------------- | -------- |
| 1974–75        | Dundee            | Division One     | 1             | 0         |               |           |               |               |                 |                 |               |          |
| 1975–76        | Dundee            | Premier Division | 23            | 6         |               |           |               |               |                 |                 |               |          |
| 1976–77        | Dundee            | Division One     | 36            | 7         |               |           |               |               |                 |                 |               |          |
| 1977–78        | Dundee            | Division One     | 9             | 0         |               |           |               |               |                 |                 |               |          |
| 1977–78        | Aberdeen          | Premier Division | 12            | 1         | 4             | 0         | 0             | 0             | 0               | 0               | 16            | 1        |
| 1978–79        | Aberdeen          | Premier Division | 31            | 5         | 4             | 0         | 8             | 0             | 3               | 1               | 46            | 6        |
| 1979–80        | Aberdeen          | Premier Division | 33            | 10        | 5             | 1         | 11            | 4             | 2               | 0               | 51            | 15       |
| 1980–81        | Aberdeen          | Premier Division | 20            | 6         | 0             | 0         | 6             | 3             | 4               | 0               | 30            | 9        |
| 1981–82        | Aberdeen          | Premier Division | 30            | 7         | 6             | 4         | 8             | 6             | 6               | 3               | 50            | 20       |
| 1982–83        | Aberdeen          | Premier Division | 32            | 12        | 3             | 0         | 7             | 7             | 10              | 1               | 52            | 20       |
| 1983–84        | Aberdeen          | Premier Division | 25            | 13        | 7             | 2         | 6             | 0             | 9               | 3               | 47            | 18       |
| Anglia         | Anglia            | Anglia           | Bajnokság     | Bajnokság | FA-kupa       | FA-kupa   | Ligakupa      | Ligakupa      | Nemzetközi kupa | Nemzetközi kupa | Összesen      | Összesen |
| 1984–85        | Manchester United | First Division   | 41            | 15        | 7             | 2         | 2             | 0             | 6               | 2               | 56            | 19       |
| 1985–86        | Manchester United | First Division   | 28            | 5         | 5             | 0         | 1             | 0             | 0               | 0               | 34            | 5        |
| 1986–87        | Manchester United | First Division   | 34            | 4         | 2             | 0         | 2             | 0             | 0               | 0               | 38            | 4        |
| 1987–88        | Manchester United | First Division   | 36            | 8         | 3             | 0         | 5             | 1             | 0               | 0               | 44            | 9        |
| 1988–89        | Manchester United | First Division   | 21            | 1         | 6             | 0         | 3             | 0             | 0               | 0               | 30            | 1        |
| 1988–89        | Leeds United      | Second Division  | 11            | 3         | 0             | 0         | 0             | 0             | 0               | 0               | 11            | 3        |
| 1989–90        | Leeds United      | Second Division  | 46            | 16        | 1             | 0         | 2             | 1             | 0               | 0               | 49            | 17       |
| 1990–91        | Leeds United      | First Division   | 34            | 7         | 6             | 1         | 7             | 1             | 0               | 0               | 47            | 9        |
| 1991–92        | Leeds United      | First Division   | 36            | 4         | 0             | 0         | 4             | 1             | 0               | 0               | 40            | 5        |
| 1992–93        | Leeds United      | Premier League   | 31            | 4         | 4             | 0         | 3             | 1             | 5               | 1               | 43            | 6        |
| 1993–94        | Leeds United      | Premier League   | 33            | 3         | 3             | 1         | 2             | 0             | 0               | 0               | 38            | 4        |
| 1994–95        | Leeds United      | Premier League   | 6             | 0         | 0             | 0         | 1             | 0             | 0               | 0               | 7             | 0        |
| 1994–95        | Coventry City     | Premier League   | 5             | 0         |               |           |               |               |                 |                 |               |          |
| 1995–96        | Coventry City     | Premier League   | 12            | 0         |               |           |               |               |                 |                 |               |          |
| 1996–97        | Coventry City     | Premier League   | 9             | 0         |               |           |               |               |                 |                 |               |          |
| Összesen       | Skócia            | Skócia           | 252           | 68        |               |           |               |               |                 |                 |               |          |
| Összesen       | Anglia            | Anglia           | 383           | 70        |               |           |               |               |                 |                 |               |          |
| Karrier összes | Karrier összes    | Karrier összes   | 635           | 138       |               |           |               |               |                 |                 |               |          |

### Edzőként
Frissítve: 2016. október 11-én
| Csapat        | Edzőség kezdete   | Edzőség vége         | Eredményességi mutató | Eredményességi mutató | Eredményességi mutató | Eredményességi mutató | Eredményességi mutató |
| Csapat        | Edzőség kezdete   | Edzőség vége         | M                     | GY                    | D                     | V                     | Win %                 |
| ------------- | ----------------- | -------------------- | --------------------- | --------------------- | --------------------- | --------------------- | --------------------- |
| Coventry City | 1996. november 5. | 2001. szeptember 10. | 215                   | 70                    | 56                    | 89                    | 32,56                 |
| Southampton   | 2001. október 22. | 2004. február 13.    | 110                   | 39                    | 32                    | 39                    | 35,45                 |
| Celtic        | 2005. június 1.   | 2009. május 25.      | 182                   | 122                   | 28                    | 32                    | 67,03                 |
| Middlesbrough | 2009. október 26. | 2010. október 18.    | 46                    | 13                    | 13                    | 20                    | 28,26                 |
| Skócia        | 2013. január 15.  | Jelenleg             | 32                    | 15                    | 6                     | 11                    | 46,88                 |

## Sikerei, díjai

### Játékosként
Aberdeen
- Skót Premier Division győztes: 1979–80, 1983–84
- Skót kupa győztes: 1982, 1983, 1984
- Kupagyőztesek Európa-kupája győztes: 1983
- UEFA-szuperkupa győztes: 1983

Manchester United
- FA-kupa győztes: 1985

Leeds United
- Football League Second Division győztes: 1989–90
- Football League First Division győztes: 1991–92
- Charity Shield győztes: 1992

### Edzőként
Southampton
- FA-kupa döntős: 2003

Celtic
- Skót Premier League győztes: 2005-2006, 2006–07, 2007–08
- Skót Kupa győztes: 2007
- Skót Ligakupa győztes: 2006, 2009

### Egyéni
Játékosként
- SFWA Év játékosa: 1979–80
- PFA Év csapata 1989–90
- Az év labdarúgója (FWA): 1990–91
- Leeds United FC Az év játékosa: 1992–93
- PFA Merit díj: 1995
- Angol Labdarúgás Hall of Fame beiktatva: 2016

Edzőként
- Premier League – A hónap edzője díj: 1996. december, 1998. február,  2002. január, 2002. december
- PFA Az év edzője Skóciában: 2005–06, 2006-07, 2008-09
- SFWA Az év edzője: 2005–06, 2006–07

## Fordítás
Ez a szócikk részben vagy egészben  a   Gordon Strachan című angol Wikipédia-szócikk fordításán alapul.  Az eredeti cikk szerkesztőit annak laptörténete sorolja fel. Ez a jelzés csupán a megfogalmazás eredetét és a szerzői jogokat jelzi, nem szolgál a cikkben szereplő információk forrásmegjelöléseként.